# 布鲁斯·蒂姆
布鲁斯·沃尔特·蒂姆（英語：Bruce Walter Timm，1961年2月8日—）是一个美国角色设计师、动画师和制作人。他也是一位作家和艺术家且一直为漫画工作，他最知名最杰出的贡献便为设计出一系列的DC漫画系列动画人物，如我们熟知的蝙蝠侠、超人、正义联盟等。即DC動畫宇宙。

## 参照
- Nolen-Weathington, Eric & Timm, Bruce (2004). Modern Masters Volume 3: Bruce Timm. TwoMorrows Publishing. ISBN 1-893905-30-6.